# イヴァン・アイヴァゾフスキー
イヴァン・コンスタンチノヴィチ・アイヴァゾフスキー（ロシア語: Ива́н Константи́нович Айвазо́вский, アルメニア語: Հովհաննես Այվազյան, アルメニア名：ホヴァネス・アイヴァジヤーン、1817年7月29日 - 1900年5月2日）は、クリミアのフェオドシヤ生まれのロシア帝国の画家。ウクライナの画家としても認識され、民族的にはアルメニア人である。「アイヴァゾーフスキイ」、「アイワゾフスキー」、「アイバゾフスキー」などとも表記される。海洋画の巨匠として知られ、ウィンズロウ・ホーマーと並ぶ海洋画家であり、6000点以上の作品を残した。

## 生涯
アイヴァゾフスキーは1817年7月29日、ロシア帝国のタヴリダ県（現クリミア）フェオドシヤで、貧しいアルメニア人商人の家庭に生まれた。家族は1812年にガリツィアからクリミアに移住し、その祖先はオスマン帝国支配下の西アルメニア出身だった。幼少期から絵画の才能を示し、10歳で街のコーヒー店で働きながら、壁に炭で絵を描いていた。この才能を地元の建築家ヤコフ・コフが認め、最初の鉛筆と紙を提供。コフの紹介でフェオドシヤの市長アレクサンドル・カズナチェエフに見出され、シンフェロポリのギムナジウムに入学した。
1833年から1837年まで、ペテルブルク美術アカデミーで学び、風景画家のマクシム・ヴォロビヨフ、フランス人海洋画家のフィリップ・タンネール、戦闘画家アレクサンドル・ザウエルヴァイトに師事。カルル・ブリューロフの影響も受け、1837年に金メダルを得て卒業。卒業後、初期の海洋画や風景画で得た賞金でクリミアに戻り、黒海沿岸で肖像画家として活動。その後、1840年にローマ、ナポリ、ソレント、ヴェネツィア、パリ、ロンドン、アムステルダムを巡るヨーロッパ旅行を行い、技術を磨いた。
1845年、オスマン帝国のスルタンアブデュルメジト1世に招かれイスタンブールを訪問。以後、1890年までに計8回同市を訪れ、アブデュルアズィズ、アブデュルハミト2世ら歴代スルタンから作品を委嘱された。30点以上の作品がドルマバフチェ宮殿に展示されている。ロシア海軍からも長年にわたり海洋画を委嘱され、1844年にペテルブルク美術アカデミーの院士、1887年に名誉会員に選出された。また、アムステルダム、ローマ、パリ、フィレンツェ、シュトゥットガルトの美術アカデミーの名誉会員にもなった。
晩年はフェオドシヤに定住し、自身の邸宅とアトリエを拠点に創作を続けた。1880年にフェオドシヤ絵画ギャラリーを設立し、美術学校や考古学博物館の開設、フェオドシヤへの水道・鉄道・港の建設資金を提供するなど、故郷の発展に貢献。1900年5月2日、フェオドシヤで死去する直前まで、絵画『トルコ船の爆発』を制作していた。

## 人物
アイヴァゾフスキーは海洋画の巨匠として知られ、ロマン主義の初期作品から後期のリアリズム的アプローチまで幅広いスタイルで活躍した。海洋画だけでなく、戦闘画、肖像画、宗教画、神話画、動物画、ウクライナやクリミアの風景画も手掛けた。彼の作品は世界中の博物館や個人コレクションに収蔵され、120以上の展覧会（半数以上が個展）に参加した。
イヴァン・クラムスコイは彼を「第一級の星」と評し、美術史における国際的な重要性を強調した。彼はロシア美術を代表する画家の一人として、国際的に高い評価を受ける。アイヴァゾフスキーはコレクター、メセナとしても活動し、フェオドシヤの文化振興に貢献。アントン・チェーホフは彼を「親しみやすいアルメニア人と欲深い主教の融合」と形容し、複雑な性格と豪華な生活を描写した。
彼の兄ガブリエル・アイヴァゾフスキーは、アルメニア使徒教会の司教で歴史家であり、アイヴァゾフスキー家はアルメニア文化に深く根ざしていた。アイヴァゾフスキー自身、作品にアルメニア文字で本名を記入し、アルメニア人としてのアイデンティティを保持した。

## 作品
アイヴァゾフスキーは6000点以上の作品（油彩、水彩、素描）を残し、その大半が海洋をテーマとしている。初期のロマン主義作品（例: 『第九の波』、1850年）から、後期のリアリズム的海洋画（例: 『黒海』、1881年、『波の間で』、1898年）まで、幅広い表現を追求した。戦闘画、クリミアやウクライナの風景画、ウクライナの民俗をテーマにした作品も多い。

### 代表作
アイヴァゾフスキーの海洋画は、劇的な光と動きで知られ、特に『第九の波』はロマン主義の象徴として国際的に評価される。
- 海洋画
  - 『第九の波』（1850年）：ロマン主義の傑作で、荒れ狂う海を描く。
  - 『黒海』（1881年）：リアリズム的アプローチで黒海の力強さを表現。
  - 『虹』（1873年）：光と色の詩的な描写。
  - 『波の間で』（1898年）：晩年の大作。
- 戦闘画
  - 『チェシュメの戦い』（1848年）
  - 『ナヴァリノの戦い』（1848年）
  - 『シノープの海戦』（1853年）
  - 『ブリッグ「マーキュリー」の戦い』（1892年）
- クリミアの風景画

```
 ** 『ヤルタ』（1838年）
```

- - 『グルズフの月夜』（1839年）
  - 『クリミアのコーヒー店』（1847年）
- ウクライナの風景画・民俗画
  - 『チュマキの夜のステップ』（1855年）
  - 『ドニエプルの葦』（1857年）
  - 『ウクライナの風景』（1868年）
  - 『ウクライナの結婚式』（1891年）
- その他
  - 『コンスタンティノープルとボスポラス海峡の景色』（1856年）
  - 『カオス』（1841年、神話画）
  - 『オレシチェトの丘の風車』（1860年、ウクライナの風景）

### ギャラリー

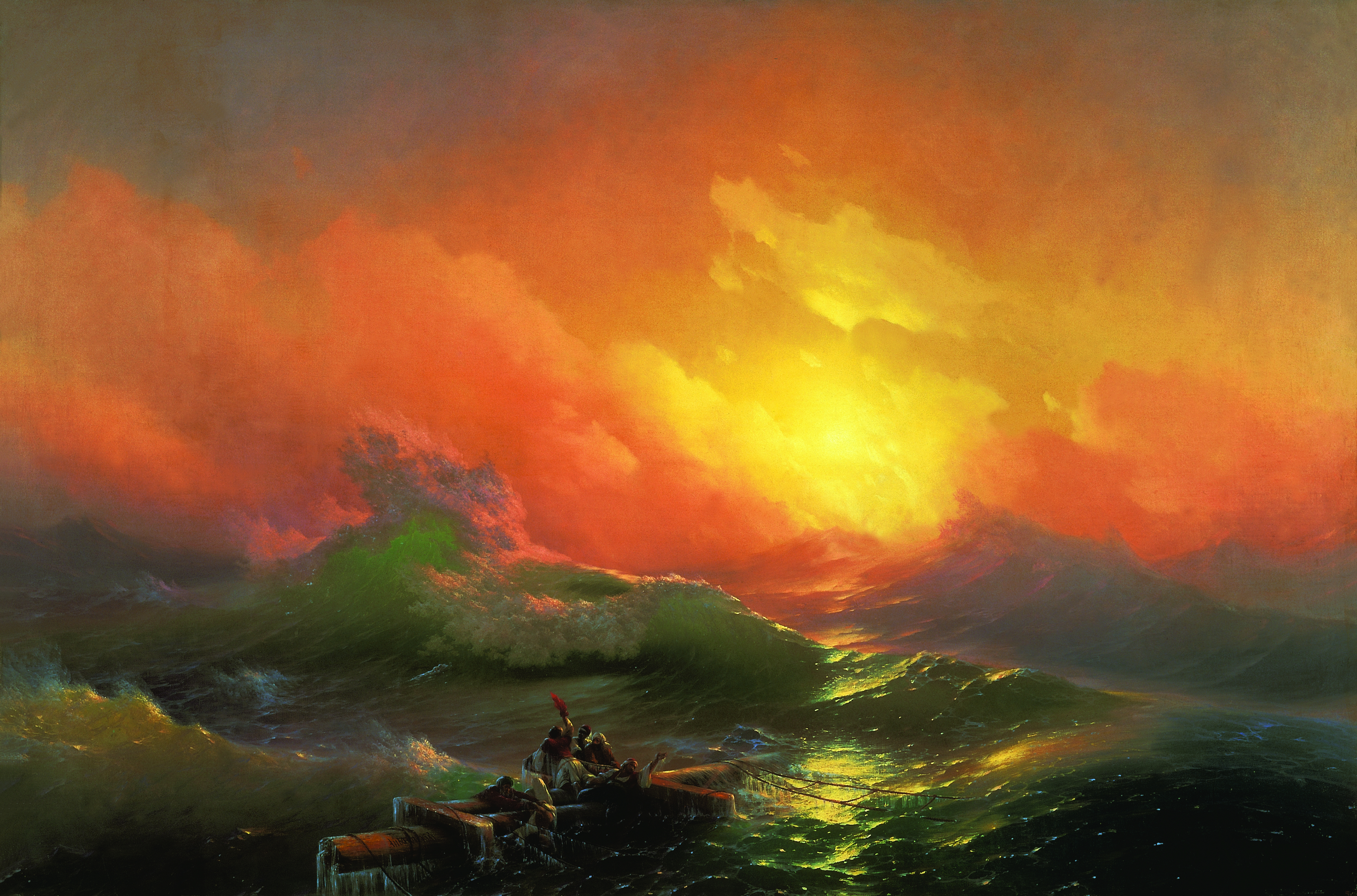
『第九の波』（1850年）
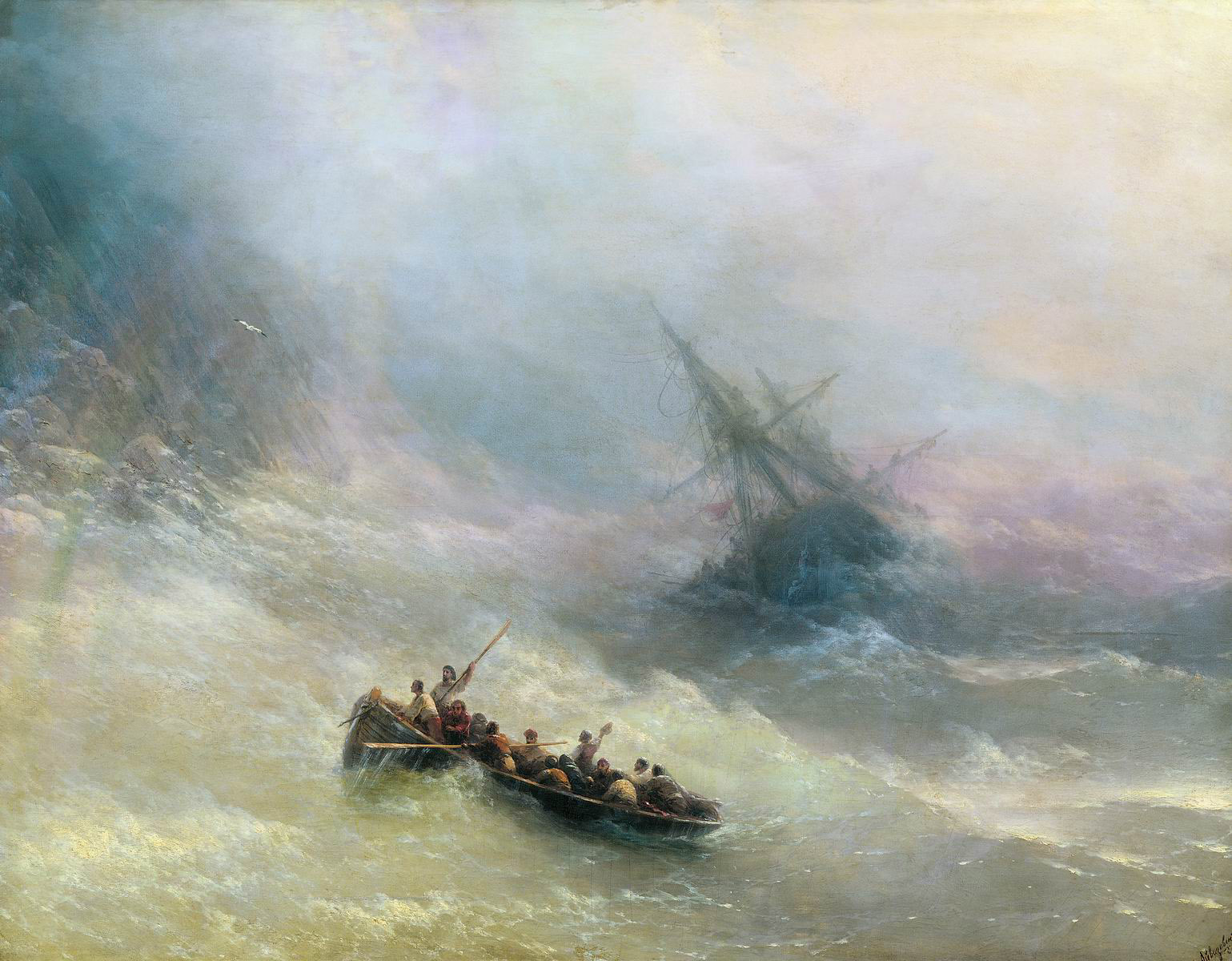
『虹』（1873年）
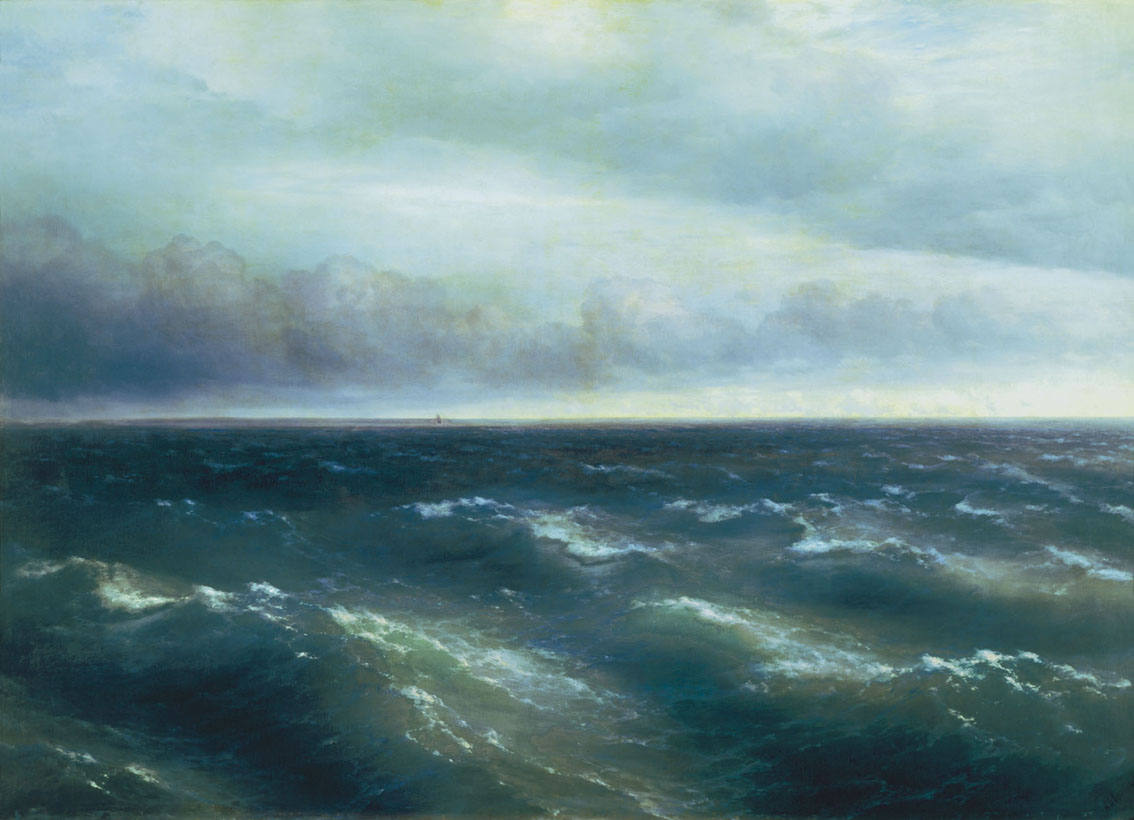
『黒海』（1881年）
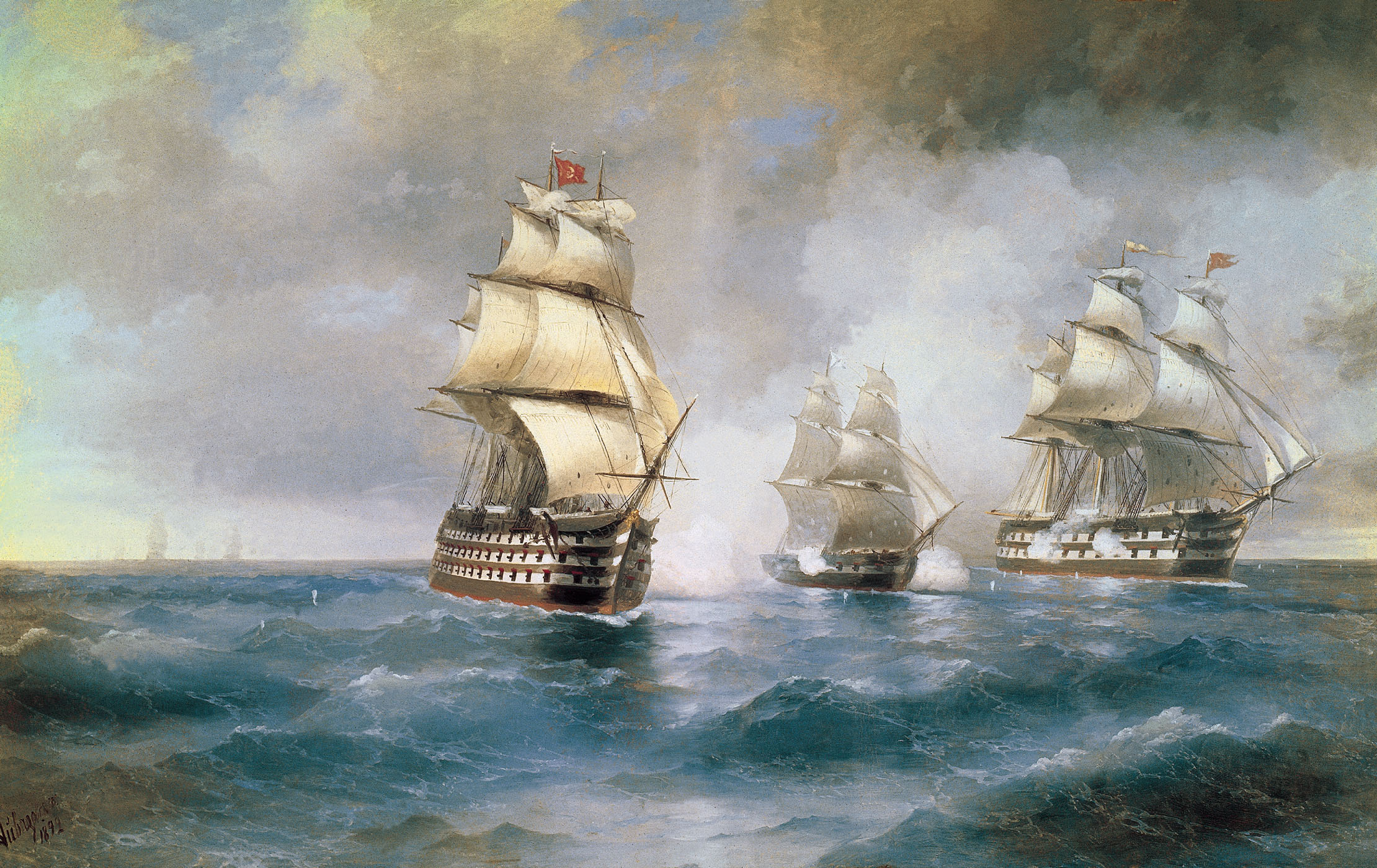
『ブリッグ「マーキュリー」の戦い』（1892年）
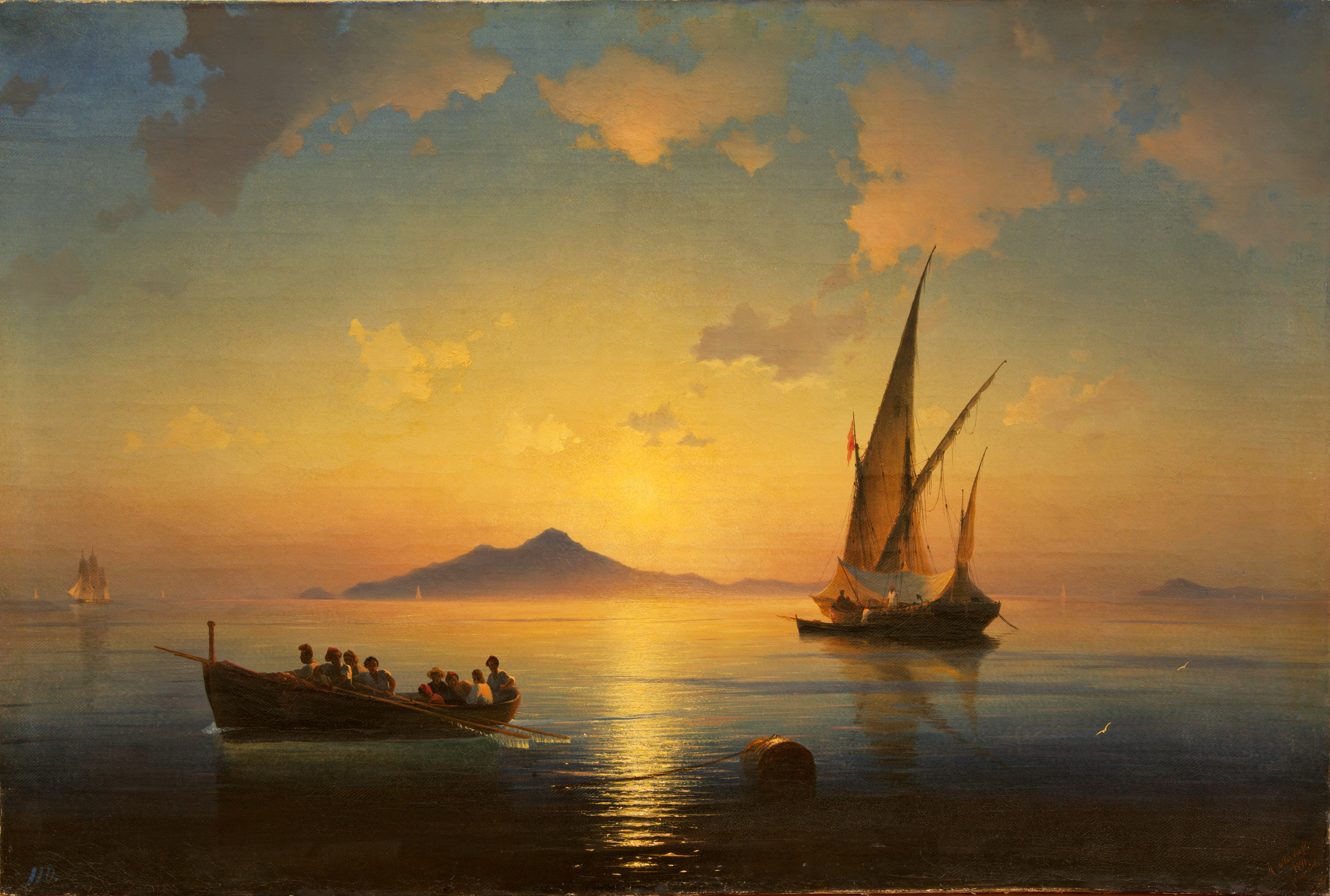
『ナポリ湾』（1841年）
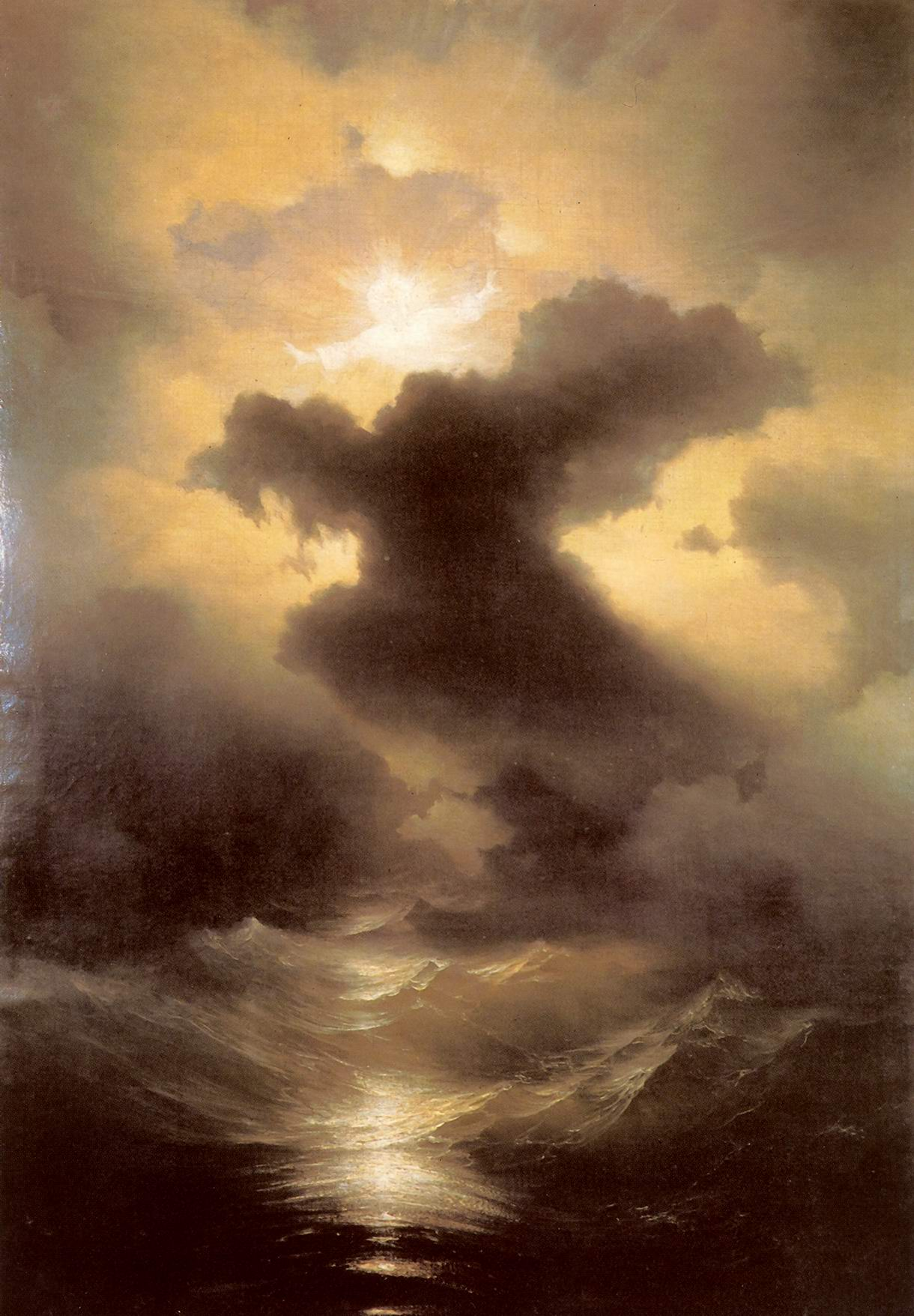
『カオス』（1841年）
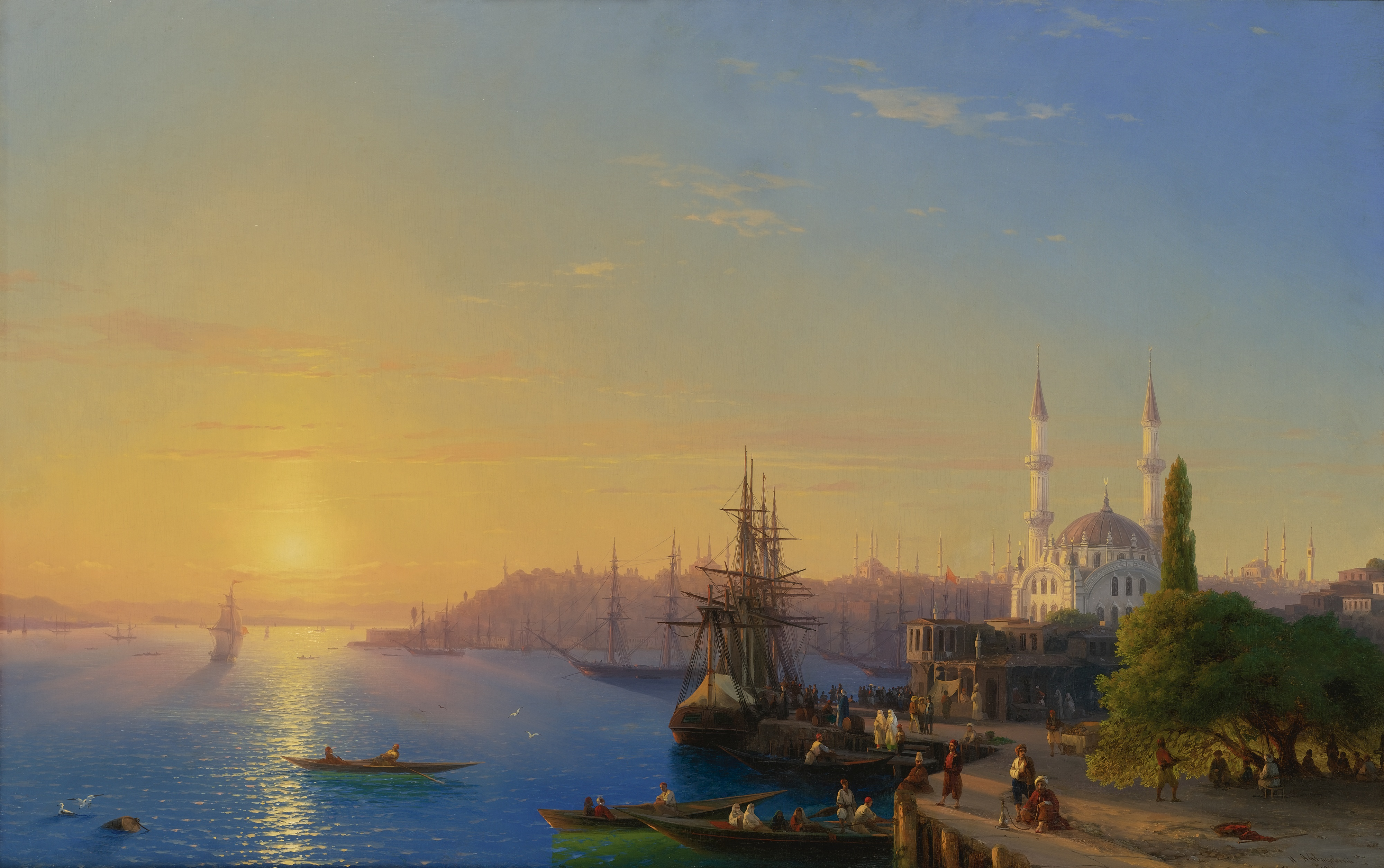
『コンスタンティノープルとボスポラス海峡の景色』（1856年）
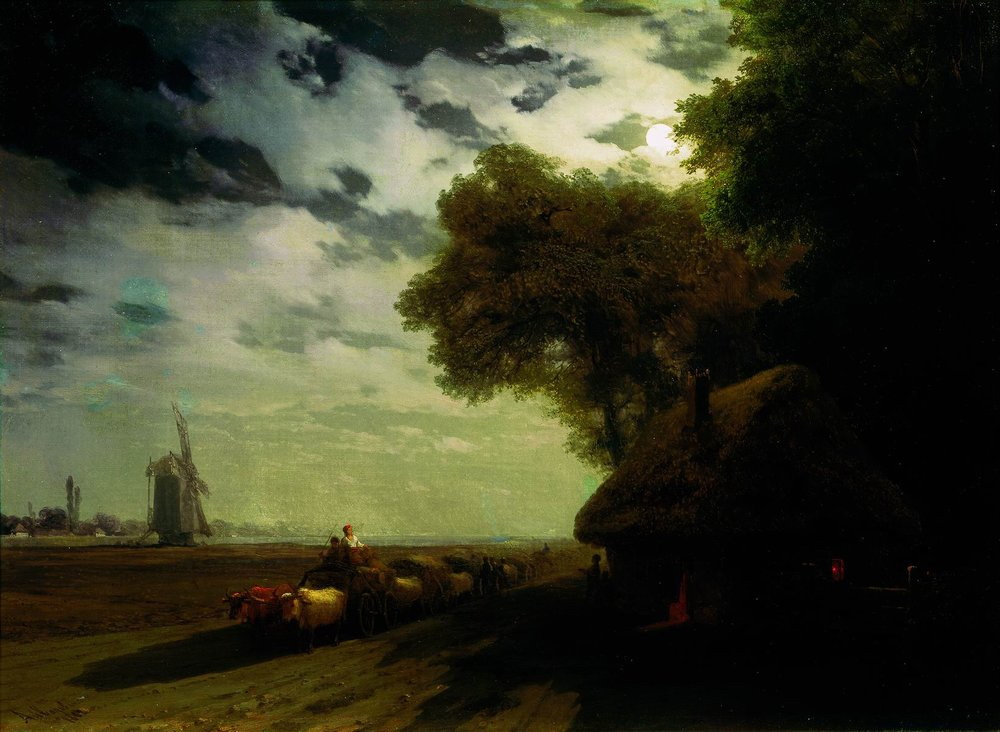
『ウクライナの風景とチュマキ』（1868年）
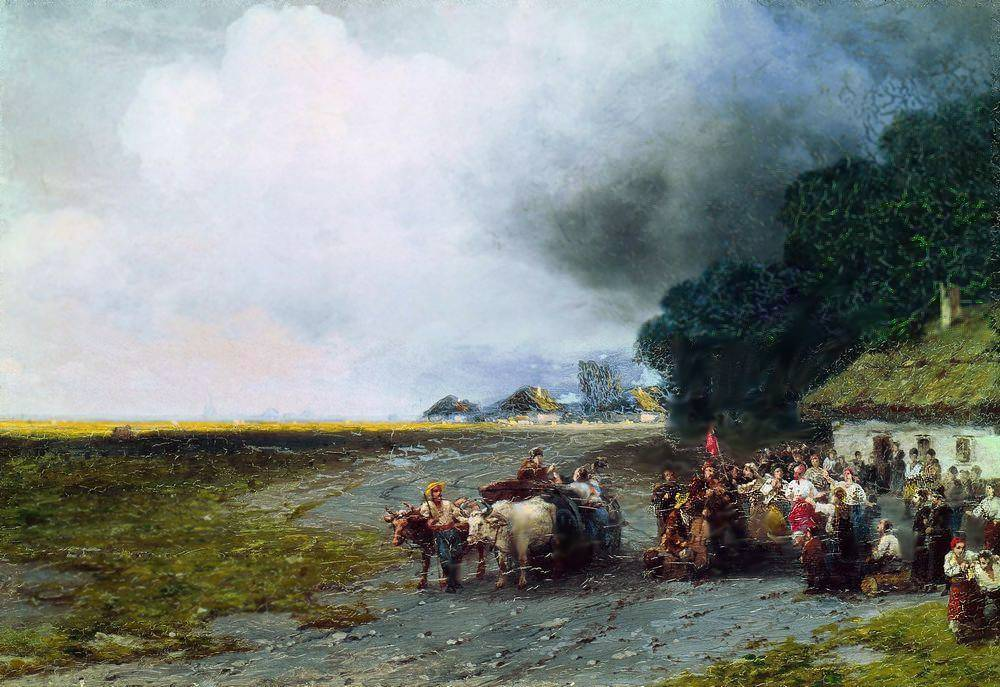
『ウクライナの結婚式』（1891年）
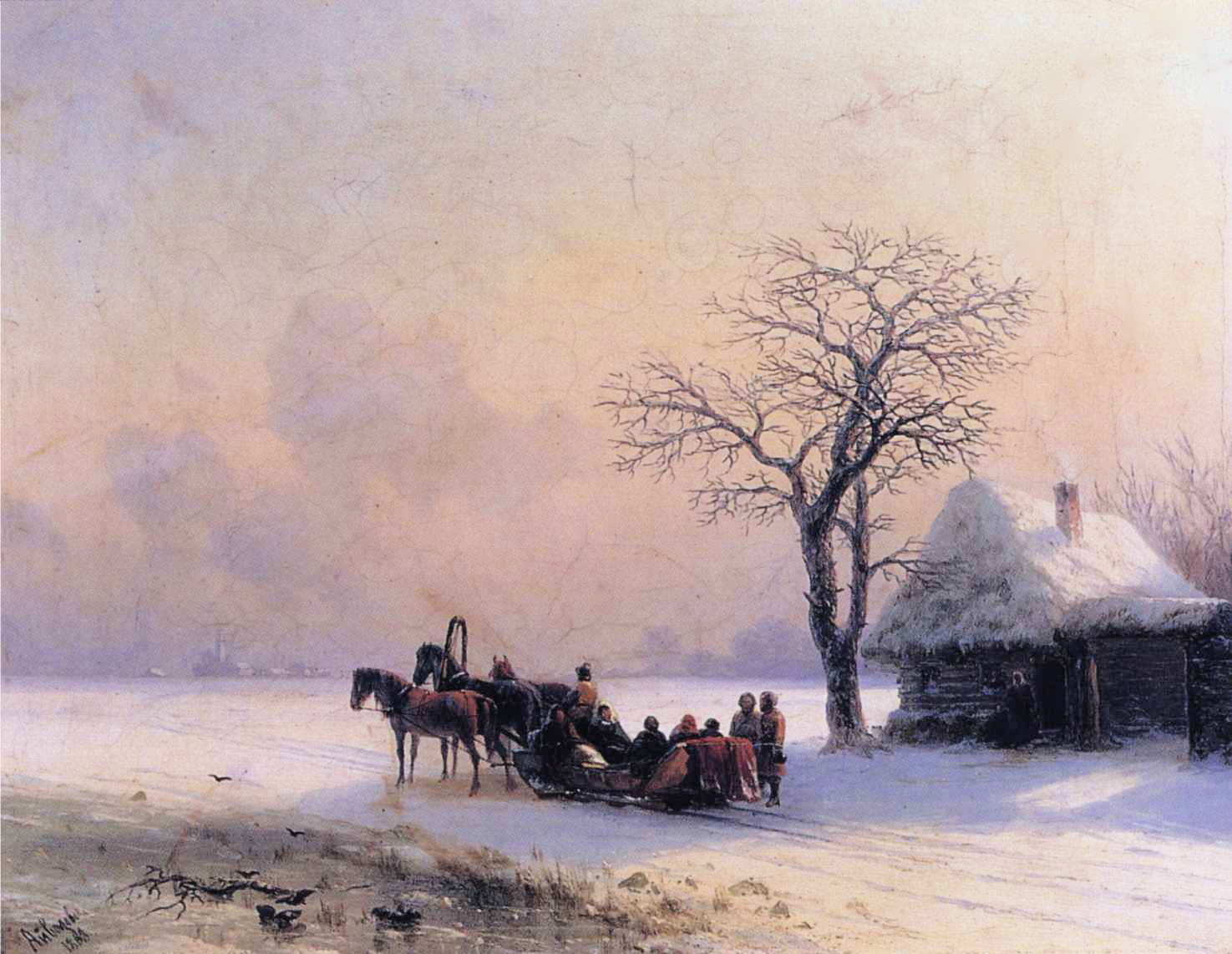
『小ロシアの冬景色』（1870年頃）

## 国際的な評価とオークション
アイヴァゾフスキーの作品は国際的に高く評価され、オークションでの総売上は数百万ドルに達する。1994年に『ヴァリャーグの道』（1876年）がサザビーズで20万ポンド、2007年に別の作品が271万ポンド、2009年に『コロンブスのパロス出航』（1892年）がサザビーズニューヨークで159万ドルで落札された。彼の作品はロシアの画家の中で最も贋作が多いとされ、市場価値の高さから偽造が問題となっている。
2023年、メトロポリタン美術館はアイヴァゾフスキーを「クリミア自治共和国出身のウクライナ人画家」と再分類し、作品解説を更新した。

## コレクション
アイヴァゾフスキーの作品は世界中の美術館に収蔵されている。キエフ国立絵画ギャラリーには18点（油彩13点、素描5点）が所蔵され、うち『カプリ島の眺め』、『野原の丘』（1840年代）、『嵐』（1862年）が常設展示されている。アイヴァゾフスキー国立美術館（フェオドシヤ）には彼の作品417点を含む約12,000点が収蔵されている。

## 記念と遺産
アイヴァゾフスキーは故郷フェオドシヤやウクライナ、アルメニアで広く記念されている。以下はその主要な例：
- フェオドシヤ
  - アイヴァゾフスキー国立美術館（1880年設立）は彼の邸宅を基盤とし、1930年にイリヤ・ギンツブルク作の記念碑（銘文：「フェオドシヤからアイヴァゾフスキーへ」）が設置された[6]。
  - 1890年、フェオドシヤの水道整備に貢献した功績で、アイヴァゾフスキー設計の「アイヴァゾフスキー噴水」と記念碑（銘文：「偉大なアイヴァゾフスキーとその弟子たちへ」）が建立された[6]。
  - 2016年、ロシア占領当局により同美術館から38点の作品がトレチャコフ美術館に違法に移動された[16]。
- その他の地域
  - エレバン（アルメニア）：1983年にハチャトゥール作の肖像彫刻、2003年にオガン・ペトロシアン作の記念碑が設置された。
  - シンフェロポリ：アイヴァゾフスキーと兄ガブリエルの記念碑がアルメニア人コミュニティの支援で設置。
  - クロンシュタット：2007年、ヴラディミール・ゴレヴォイ作の胸像が設置された。
- 記念コインと命名
  - 2017年、ウクライナ国立銀行が「著名なウクライナ人」シリーズでアイヴァゾフスキー記念コインを発行[17]。
  - 小惑星3787 アイヴァゾフスキー、フェオドシヤのアイヴァゾフスカヤ駅、各地の通りが彼の名にちなむ。